# ヘラクレスとクレタの牡牛 (スルバラン)
『ヘラクレスとクレタの牡牛』（ヘラクレスとクレタのおうし、西: Hércules y el toro de Creta、英: Hercules and the Cretan Bull）は、スペインのバロック絵画の巨匠フランシスコ・デ・スルバランが1634年にキャンバス上に油彩で制作した絵画である。作品はマドリードのプラド美術館に所蔵されている。ブエン・レティーロ宮殿の「諸王国の間」のために画家が描いたギリシア神話の「ヘラクレスの12の功業」を表す10点からなる連作のうちの1点である。スルバランの画業においてこれら神話画連作は、同じく「諸王国の間」のために描かれた歴史画『カディスの防衛』 (プラド美術館) とともに例外的であり、貴重な作例である。また、スルバランの神話画連作は、おそらくスペイン絵画黄金時代の最も重要な男性裸体連作である。

## 作品
ギリシア神話の英雄ヘラクレスは並外れた怪力を誇った半神半人で、数々の難行を果たした後、死によってオリュンポス山に迎え入れられる。ルネサンス期になるとヘラクレスは、「剛力」や「猛々しさ」の象徴として描かれるようになった。もとよりヘラクレスはスペイン王家の神話的な創始者と考えられており、本作を委嘱したスペイン王フェリペ4世の曽祖父・神聖ローマ皇帝カール5世もハプスブルク家の力の象徴として用いた。とりわけ、プロテスタントやヨーロッパ諸国との争いの渦中にあった17世紀には、獣や怪物を打ち倒すヘラクレスの姿が戦争におけるスペイン王国の勝利のイメージと重ねられた。神話の英雄は、悪に打ち勝つ君主の力と美徳の象徴と見なされたのである。
ヘラクレスはヘラの怒りを買い、発狂させられてしまう。そして自分の子を敵と思い、1人残らず殺してしまうが、正気に返った後、自身が犯した罪に愕然とし、どうすれば罪を償えるかアポローンの神託に尋ねた。すると「ティリュンス王エウリュステウスの臣下となり、王の命じる10の難行をやり遂げよ」と命じられた。こうして、ヘラクレスの功業が開始される。本作に描かれているのは、彼の7番目の功業である「クレタの牡牛の生け捕り」である。この牡牛は海神ネプトゥヌスからミノス王に与えられたもので、王はこれをネプトゥヌスに犠牲として捧げなけらばならなかった。しかし、王は牡牛の美しさに魅了されたので、手放すことを惜しみ、別の牡牛を捧げた。激怒したネプトゥヌスは牡牛を凶暴な獣へと変貌させ、牡牛は周辺地域に甚大な被害をもたらした。そこで、エウリュステス王はヘラクレスに牡牛を生け捕りにするように命じる。
本作では、画面左側から獰猛な牡牛が荒々しく顔を突き出している。ヘラクレスはほぼ画面中央に位置し、棍棒を振り上げて牡牛に立ち向かっている。牡牛が闇に沈み、暗い色調で表されているのに対し、ヘラクレスには強烈な光が当てられ、鑑賞者の視線はその英雄的な行いに集中する。明暗のコントラストはヘラクレスの筋肉の隆起した逞しい肉体を強調しており、彼の持つ力強さが十分に表現されている。ヘラクレスは牡牛を生け捕りにするというより、打ちのめさんとするポーズを取っており、そこには諸外国との戦争に打ち勝ち、平和をもたらさんとするスペインの君主像の投影が見出される。
なお、後景には湖と森林のある穏やかな風景が広がっている。その清廉な風景描写、大気の表現はスルバランの1620年代の作品に見られるものに比べて、はるかに上達している。おそらくスペイン王室のコレクションにあったイタリア、フランドル絵画、あるいはディエゴ・ベラスケスの作品を実見し、吸収した成果であろう。以降のスルバランの宗教画にこうした優れた風景描写が見られるようになることを考慮すれば、マドリードの王宮での仕事は画家の表現の幅を広げた有意義な経験であったといえる。